# ولادیمیر لانداو
 ولادیمیر لانداو (روسی: Владимир Максимилиа́нович Ланда́у؛ IPA: [vlɐˈdʲimʲɪr ˈmak.sɪmɪljənɔʋit͡ɕ ˈlæn.daʊ]؛ زاده ۲۹ مارس ۱۹۰۲  درگذشته ۲۴ سپتامبر ۱۹۷۱ ) یک تنیس‌باز اهل موناکو بود.